# Obernfeld
Obernfeld er en by og kommune i det centrale Tyskland, beliggende under Landkreis Göttingen, i den sydlige del af delstaten Niedersachsen. Kommunen, der har godt 950 indbyggere, er en del af amtet (samtgemeinde) Gieboldehausen, og ligger ved floden Hahle (biflod til Rhume → Leine), i det historiske landskab Eichsfeld.